# Женская сборная Ирландии по софтболу
Женская национальная сборная Ирландии по софтболу — представляет Ирландию на международных софтбольных соревнованиях. Управляющей организацией выступает «Софтбол Ирландии» (англ. Softball Ireland).

## Результаты выступлений

### Чемпионаты мира
| Год        | Победы         | Поражения      | Место          |
| ---------- | -------------- | -------------- | -------------- |
| 1965—2014  | не участвовали | не участвовали | не участвовали |
| 2016       | 2              | 7              | 26             |
| 2018—н. в. | не участвовали | не участвовали | не участвовали |

### Чемпионаты Европы
| Год       | Победы         | Поражения      | Место          |
| --------- | -------------- | -------------- | -------------- |
| 1979—2013 | не участвовали | не участвовали | не участвовали |
| 2015      | 1              | 6              | 19             |
| 2017      | 3              | 6              | 15             |
| 2019      | 4              | 5              | 8              |
| 2021      | не участвовали | не участвовали | не участвовали |
| 2022      | 5              | 5              | 9              |